# 二十五烷
二十五烷（英語：Pentacosane）是含有25個碳原子的直鏈烷烴，化學式為C25H52，外觀為無色、透明的蠟狀固體。它理论上存在36797588种同分异构体。它可由9,17-二十五烷二酮的还原反应或1-溴庚烷和1-溴十八烷与金属钠的反应制得。